# Santa Marcela (Apayao)
Santa Marcela is een gemeente in de Filipijnse provincie Apayao op het eiland Luzon. Bij de laatste census in 2010 telde de gemeente ruim 12 duizend inwoners.

## Geografie

### Bestuurlijke indeling
Santa Marcela is onderverdeeld in de volgende 13 barangays:
| - Barocboc - Consuelo - Emiliana - Imelda - Malekkeg - Marcela - Nueva | - Panay - San Antonio - San Carlos - San Juan - San Mariano - Sipa Proper |

## Demografie
Santa Marcela had bij de census van 2010 een inwoneraantal van 12.010 mensen. Dit waren 279 mensen (2,4%) meer dan bij de vorige census van 2007. Ten opzichte van de census van 2000 was het aantal inwoners gegroeid met 2.154 mensen (21,9%). De gemiddelde jaarlijkse groei in die periode kwam daarmee uit op 2,00%, hetgeen hoger was dan het landelijk jaarlijks gemiddelde over deze periode (1,90%).

De bevolkingsdichtheid van Santa Marcela was ten tijde van de laatste census, met 12.010 inwoners op 196,32 km², 61,2 mensen per km².